# Orlov, Stará Ľubovňa
Orlov (maghiară Orló) este o comună în districtul Stará Ľubovňa, nord-estul Slovaciei, la granița cu Polonia. Comuna se află la altitudinea de 494 m deasupra n.m. pe râul Poprad, ea se întinde pe suprafața de 20,772 km² și avea în 2009, 712 loc.

## Istoric
Comuna a fost amintită pentru prima oară în 1349 sub numele de Orlou, se presupune că ar fi fost întemeiată în 1330.

## Demografie
| An:                | 1994 | 2004   | 2014    | 2024   |
| ------------------ | ---- | ------ | ------- | ------ |
| Număr de persoane: | 798  | 763    | 646     | 600    |
| Diferență:         |      | −4,38% | −15,33% | −7,12% |

| An:                | 2023 | 2024   |
| ------------------ | ---- | ------ |
| Număr de persoane: | 598  | 600    |
| Diferență:         |      | +0,33% |